# Jingang (sockenhuvudort i Kina, Henan Sheng, lat 33,01, long 112,50)
Jingang (kinesiska: 靳岗街道) är en sockenhuvudort i Kina. Den ligger i provinsen Henan, i den centrala delen av landet, omkring 220 kilometer sydväst om provinshuvudstaden Zhengzhou. Antalet invånare är 17 935. Befolkningen består av 9 180 kvinnor och 8 755 män. Barn under 15 år utgör 27,0 %, vuxna 15-64 år 65 %, och äldre över 65 år 6,0 %.
Runt Jingang är det tätbefolkat, med 849 invånare per kvadratkilometer. Närmaste större samhälle är Nanyang, 4,1 km sydost om Jingang. Runt Jingang är det i huvudsak tätbebyggt.
Genomsnittlig årsnederbörd är 906 millimeter. Den regnigaste månaden är augusti, med i genomsnitt 164 mm nederbörd, och den torraste är december, med 9 mm nederbörd.